# Cupido archias
Cupido archias är en fjärilsart som beskrevs av Pieter Cramer 1779. Cupido archias ingår i släktet Cupido och familjen juvelvingar. Inga underarter finns listade i Catalogue of Life.